# آنری لوفبر (کشتی‌گیر)

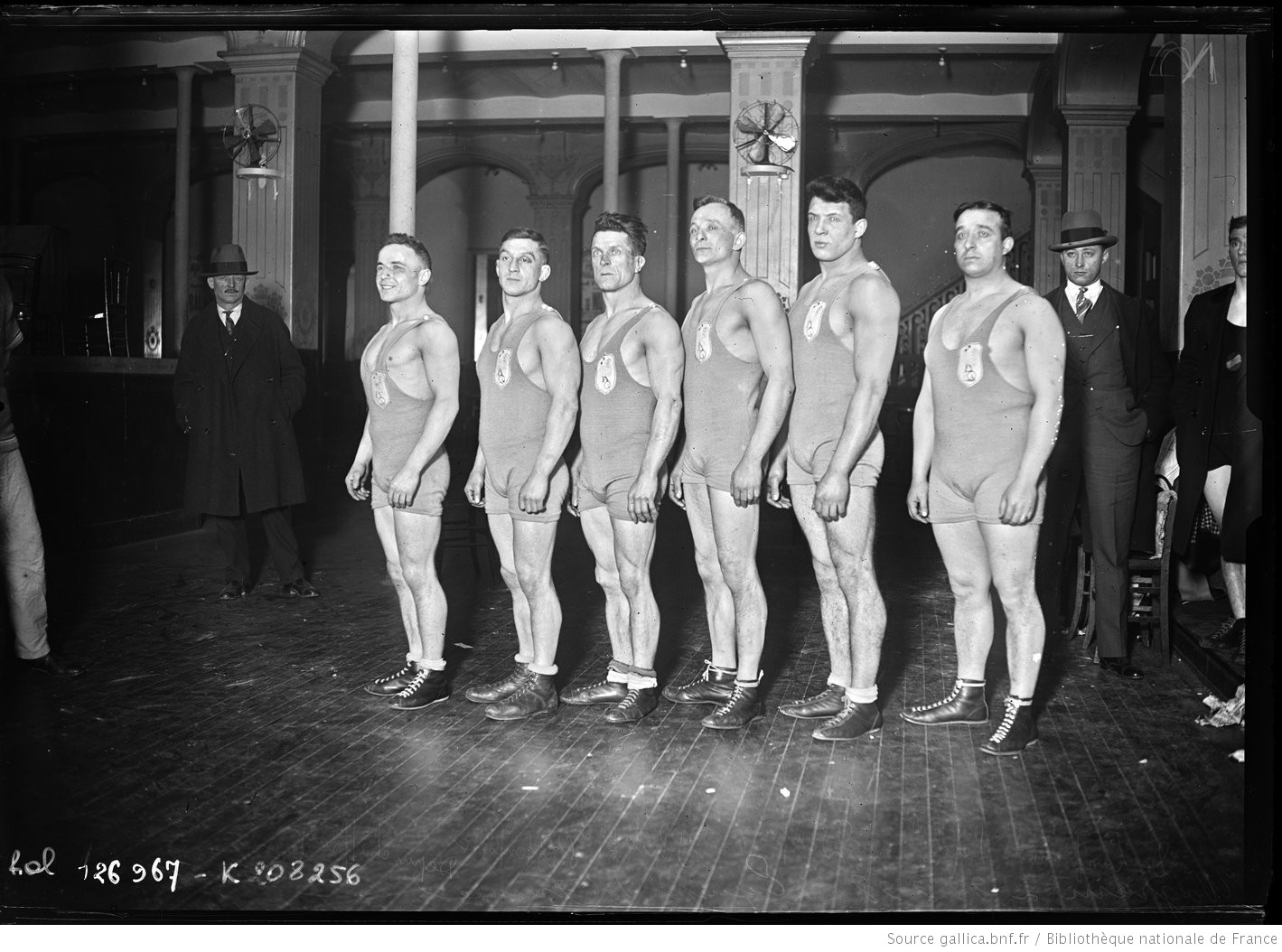
آنری لوفبر از سمت راست تصویر، نفر دوم

آنری لوفبر (فرانسوی: Henri Lefèbvre‎; ۱۹ دسامبر ۱۹۰۵ – ۱۱ ژوئن ۱۹۷۰) کشتی‌گیر اهل فرانسه بود.